# Preblauer
Preblauer ist eine Mineralwassermarke der Preblauer Heil- und Mineralwasser GmbH im kleinen Ort Prebl auf dem Gebiet der Stadtgemeinde Bad St. Leonhard im Lavanttal, Kärnten. Das Mineralwasser ist österreichweit im Lebensmittelhandel und in der Gastronomie vertreten.

## Geschichte

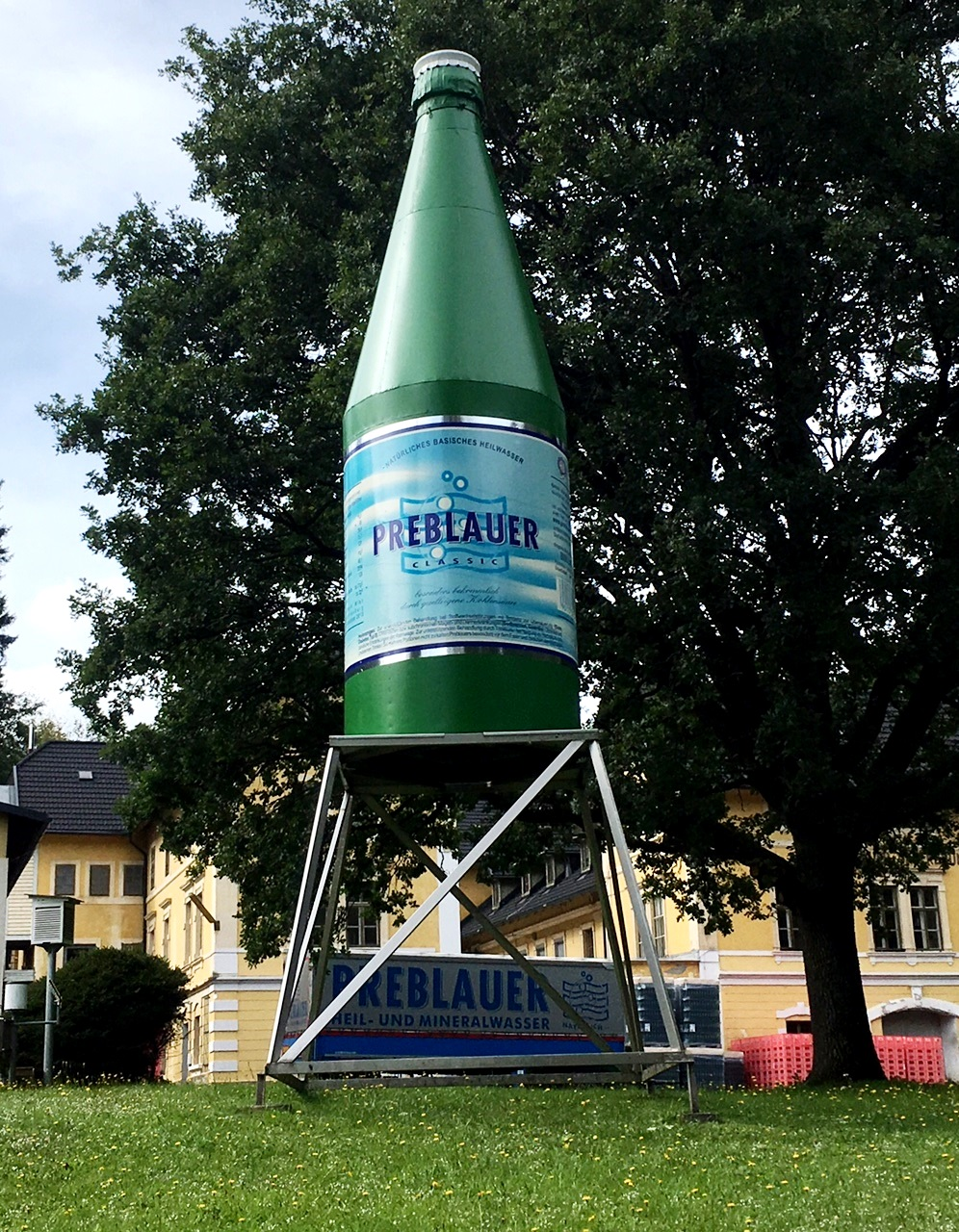
Preblauer Heil- und Mineralwasser

Durch Münzfunde ist belegt, dass schon Römer und Kelten die Preblauer Quellen kannten. Dokumentiert sind die Heilquellen seit ungefähr dem Jahr 1000. Im 13. Jahrhundert wurde das Wasser in versiegelten Tonkrügen an den Hof der Bischöfe von Bamberg, zu deren Besitz das obere Lavanttal einschließlich Prebl gehörte, geliefert. 1538 charakterisierte Paracelsus das Wasser mit den Worten „…mit trefflichen arzneiischen Kräften begabet“. Die erste urkundliche Erwähnung des Preblauer Sauerbrunns stammt aus dem Stiftsregister der Herrschaft Beyerhofen im Jahr 1575. In einer Karte des Herzogtums Kärnten von 1612 ist die Quelle verzeichnet. 
Mitte des 17. Jahrhunderts führte der Arzt Freisinger-Mistuzzi „Lavanttaler Curen in Verbindung mit Preblauer Wasser“ durch. Verwendet wurde das Wasser bei Erkrankungen im Verdauungs-, Nieren- und Harnwegsbereich. 
Es war die Klagenfurterin Albine Farlatti, die die große wirtschaftliche Chance erkannte. Farlatti tat sich mit Dominik Bancalari, Alois Hussa und Josef Steinhäubl zusammen, gründete eine Gesellschaft und ersteigerte 1869 die Heilquellen und alle zugehörigen Liegenschaften in Preblau (der Kärntner Landtag, der die Ständische Landschaft abgelöst hatte, hatte den Verkauf beschlossen), um rund 43.000 Gulden. Schon 1871 sollen 100.000 Flaschen Preblauer Wasser in alle Teile der Monarchie verschickt worden sein. 1879 waren es bereits doppelt so viele. 1892, als ein neues Brunnenhaus errichtet wurde, konnte man bereits auf die stolze Zahl von einer Million verschickter Flaschen verweisen.
Aber auch der Bade- und Kurbetrieb in Preblau erlebte damals einen Aufschwung. Vor allem durch die Eisenbahnlinie zwischen Zeltweg und Wolfsberg, die 1900 eröffnet wurde, bot sich vielen Wienern die Möglichkeit, Preblau zu erreichen. Im Sommer wartete Tag für Tag ein Fiaker am Preblauer Bahnhof auf Gäste aus allen Teilen der Monarchie. Sogar Kriegsminister Franz Bilau-Rheidt zeigte sich von den Erfolgen einer Kur in Preblau so angetan, dass er seine Beamten veranlasst haben soll, für alle Militärspitäler Preblauer Mineralwasser zu bestellen. Weil der Bedarf unter diesen Voraussetzungen ständig weiter stieg, begann man bald darauf, eine zweite Quelle in der Auen in Flaschen abzufüllen. 
Das Ende des Kurbetriebes kam erst, als das Ende der Donaumonarchie vor der Tür stand. Die zahlungskräftigen Gäste aus den großen Städten, die Preblau zu einem Nobelkurort gemacht hatten, blieben jetzt aus. Die Kuranstalt musste 1918 geschlossen werden, und die ehemaligen Kurhäuser begannen bald darauf zu verfallen. Das Preblauer Wasser hatte sich in der Zwischenzeit zu einem der bekanntesten Mineral- und Heilwässer Europas entwickelt, wird bis heute abgefüllt und in alle Teile der Welt verkauft.

## Das Wasser
| Preblauer Classic    | Preblauer Classic    |
| Inhaltsstoff         | Milligramm pro Liter |
| Kationen             | Kationen             |
| -------------------- | -------------------- |
| Kalzium              | 177                  |
| Kalium               | 42                   |
| Magnesium            | 25                   |
| Natrium              | 646                  |
| Anionen              |                      |
| Fluorid              | 0,2                  |
| Chlorid              | 52                   |
| Hydrogencarbonat     | 2212                 |
| Sulfat               | 105                  |
| Nichtelektrolyte     |                      |
| m-Kieselsäure        | 67                   |
| o-Borsäure           | 9                    |
| gelöste feste Stoffe | 3336                 |
| Kohlendioxid         | rund 3000            |

Die drei Quellen entspringen dem Glimmerschiefergestein im Bereich der Saualpe. Die Wässer kommen mit quelleigener Kohlensäure an die Oberfläche. 
Die wichtigste Quelle ist die Paracelsus-Quelle in 828 m Seehöhe mit einer Schüttung von 5,7 Litern pro Sekunde. Das Wasser wird unter der Marke „Preblauer Classic“ vermarktet. 
Die Zusammensetzung gemäß der Kontrollanalyse 1998 der Bundesanstalt für chemische und pharmazeutische Untersuchungen ist nebenstehender Tabelle zu entnehmen. 
Verwendet wird das Wasser besonders bei katarrhisch-entzündlichen Erkrankungen des Nierenbeckens und der Harnblase, bei Magen- und Darmerkrankungen, bei Diabetes und bei katarrhischen Erkrankungen der Atemwege. 
Die Quellabfüllung Sunshine besitzt einen Lithium-Gehalt von 1,4 Milligramm pro Liter, womit rund die Hälfte des menschlichen Tagesbedarfs von drei Milligramm abgedeckt werden. Diese Marke wird nur in Apotheken, Drogerien (Gewusst wie, Prokopp) und im Direktversand vertrieben.